# Yucca baileyi
Yucca baileyi es una planta fanerógama de la familia Asparagaceae. Es nativa de Utah, Arizona, Nuevo México y Colorado, pero se ha cultivado en otros lugares.

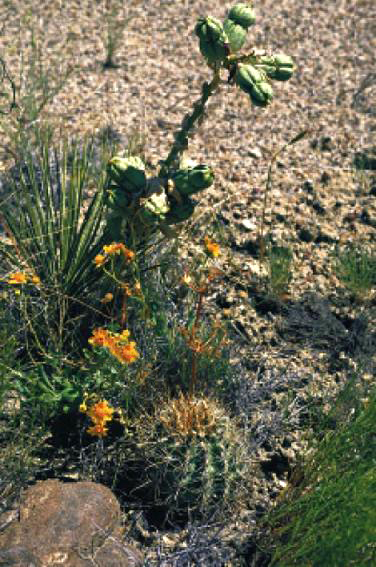
Vista de la planta

## Distribución
Gran parte de su área de distribución natural está dentro de los límites de la reserva Navajo (Diné), de ahí el nombre común "Navajo yuca. " El pueblo Navajo hace un uso extensivo de las fibras de yuca para hacer una gran variedad de artículos útiles y ceremoniales. También utilizan las raíces como el jabón.

## Descripción
Yucca baileyi es una especie relativamente pequeña, por lo general acaulescente pero a veces con un tallo de hoja corta. Puede producir hasta 15 rosetas. Tallo de floración es de hasta 150 cm de altura, con color blanco verdoso y flores ligeramente violáceas.

## Taxonomía
Yucca baileyi fue descrita por Woot. & Standl. y publicado en Contributions from the United States National Herbarium 16(4): 114–115. 1913.
Etimología
Yucca: nombre genérico que fue nombrado por Carlos Linneo y que deriva por error de la palabra taína: yuca (escrita con una sola "c").
baileyi: epíteto otorgado en honor del botánico Jacob Whitman Bailey.
Sinonimia
- Yucca baileyi var. navajoa (J.M.Webber) J.M.Webber
- Yucca intermedia var. ramosa McKelvey
- Yucca navajoa Webber
- Yucca standleyi McKelvey[10]